# Best Friend (Yelawolf-Lied)
Best Friend (englisch für „Bester Freund“) ist ein Lied des US-amerikanischen Rappers Yelawolf, das er zusammen mit dem Rapper Eminem aufnahm. Der Song ist die fünfte Singleauskopplung seines dritten Studioalbums Love Story und wurde am 14. April 2015 veröffentlicht.

## Inhalt
| Liedteil   | Künstler |
| 1. Strophe | Yelawolf |
| Refrain    | Yelawolf |
| 2. Strophe | Yelawolf |
| 3. Strophe | Eminem   |

In dem Song rappt Yelawolf über seine Beziehung zu Gott, den er als „bester Freund“ bezeichnet. So erzählt er in der ersten Strophe, dass er nicht wirklich viel mit der Kirche zu tun habe, aber an die letzten Tage glaube und sein Leben ein Weg sei, auf dem er teilweise durch die Hölle gehe, und an dessen Ende das Jüngste Gericht warte. Im Refrain richtet er sich direkt an die Dreifaltigkeit und sieht in Gott seinen besten Freund. Die zweite Strophe thematisiert, dass Yelawolf zwar nicht viel über die Bibel wisse, aber im Bible Belt aufwuchs. Zudem respektiere er die Leute für ihren Glauben und wünsche seinen Feinden nur das Beste. Die dritte Strophe von Eminem ist deutlich länger und schneller gerappt als die ersten beiden Strophen. Er behandelt unter anderem die Beziehung zu seinem besten Freund Proof, der 2006 erschossen wurde. Zudem bittet er Gott um Vergebung für die zahlreichen Streitereien, in die er während seiner Karriere involviert war. Jedoch könne er auch in Zukunft nicht dafür garantieren, sich zurückzuhalten und hoffe dafür auf göttlichen Beistand.

## Produktion
Best Friend wurde von dem Musikproduzent WillPower in Zusammenarbeit mit Eminem, der als Co-Produzent fungierte, produziert. Dabei verwendeten sie keine Samples anderer Lieder.

## Musikvideo
Das Musikvideo zu Best Friend wurde unter der Regie von Spidey Smith gedreht und feierte am 24. April 2015 Premiere. Anfangs rappt Yelawolf in einem Getreidefeld, wobei er einen schwarzen Hut mit einem weißen Kreuz darauf trägt. Zwischendurch sind Aufnahmen von einem Wolf, der durch das Feld streift, zu sehen. Teilweise sieht man Yelawolf zudem in einem rot beleuchteten Raum. Schließlich wechselt der Ort und er rappt in einer Kirche sowie im Dunkeln auf einem Friedhof, wobei der Wolf ebenfalls zugegen ist. Eminem rappt anschließend seinen Teil komplett im Inneren der Kirche. Am Ende verlassen sowohl Yelawolf als auch der Wolf das Gotteshaus wieder.
Mit über 215 Millionen Aufrufen ist es das meistgesehene Video von Yelawolf auf YouTube (Stand: August 2023).

## Single

### Covergestaltung
Das Singlecover ist sehr schlicht gehalten und zeigt die grauen Schriftzüge yelawolf ft. eminem und best friend in Frakturschrift auf schwarzem Untergrund.

### Chartplatzierungen und Auszeichnungen
Best Friend erreichte lediglich die kanadischen Charts (Canadian Hot 100) auf Platz 51 sowie die belgischen Charts (Flandern Ultratip) auf Rang 78. In Deutschland verpasste es hingegen die Top 100.
Obwohl Best Friend die US-amerikanischen Charts nicht erreichte, erhielt es im Jahr 2019 für mehr als eine Million verkaufte Exemplare in den Vereinigten Staaten eine Platin-Schallplatte.
| Land/Region               | Auszeichnungen für Musikverkäufe (Land/Region, Auszeichnung, Verkäufe) | Verkäufe  |
| ------------------------- | ---------------------------------------------------------------------- | --------- |
| Vereinigte Staaten (RIAA) | Platin                                                                 | 1.000.000 |
| Insgesamt                 | 1× Platin ·                                                            | 1.000.000 |

## Rezeption
David Maurer schrieb in der Rezension des zugehörigen Albums Love Story bei laut.de zum Song: „Während Yelawolf mit Justin Timberlake-Vibe in gläubigen, aber keineswegs aufdringlich religiösen Parts zu Gott findet, erleuchtet Eminem mit seinem über neunzig-sekündigen Dauerfeuer sogar die Heiligen im Himmel.“